# Рикардо Лукас
Рикардо Лукас е бразилски футболист.

## Национален отбор
Записал е и 5 мача за националния отбор на Бразилия.
| Бразилия | Бразилия | Бразилия |
| Година   | Мачове   | Голове   |
| -------- | -------- | -------- |
| 1997     | 5        | 2        |
| Общо     | 5        | 2        |